# حاجي إسماعيلوف
حاجي إسماعيلوف (الاسم الكامل: إسماعيلوف حاجي مجيد أوغلو؛ 22 يناير 1944، باكو) ممثل مسرحي وسينمائي أذربيجاني، فنان الشعب في جمهورية أذربيجان (2000)، نائب رئيس اتحاد عمال المسرح في أذربيجان للإبداع (2014) القائم بأعمال رئيس الاتحاد (2023).

## سيرته الذاتية
ولد حاجي إسماعيلوف في 22 يناير 1944 في باكو. التحق بكلية التمثيل الدرامي والسينمائي في جامعة أذربيجان الحكومية للثقافة والفنون الذي يحمل اسم ميرزاغا علييف. 
تمت دعوته للعمل كممثل في مسرح الدراما الموسيقية الحكومية سومقاييت وبدأ العمل في فرقة الشباب منذ 2 سبتمبر 1968.
كان يعمل في مسرح الدراما الأكاديمي الحكومي أذربيجاني منذ 16 فبراير 1970.
منذ عام 2014 يشغل منصب نائب رئيس اتحاد عمال المسرح في أذربيجان للإبداع. واعتبارًا من عام 2023، أصبح رئيسًا بالإنابة للاتحاد. 

## وسام
- وسام «شهرة» 2019